# Большое Тешково
Большое Те́шково — деревня в Бегуницком сельском поселении Волосовского района Ленинградской области.

## История
Впервые упоминается в Писцовой книге Водской пятины 1500 года в Ильинском Заможском погосте в Бегуницах как деревня Тешково.
Затем как пустошь Teschouo Ödhe в Заможском погосте в шведских «Писцовых книгах Ижорской земли» 1618—1623 годов.
На карте Санкт-Петербургской губернии Я. Ф. Шмита 1770 года упоминаются мыза Тешковицы и деревня Тешково.
Согласно 6-й ревизии 1811 года деревня Тешково принадлежала коллежскому асессору С. В. Матвееву и жене капитан-лейтенанта Е. И. Зыбиной.

ТЕШКОВА — мыза и деревня принадлежат жене чиновника 6 класса Александровича, число жителей по ревизии: 43 м. п., 42 ж. п. (1838 год)

На карте Ф. Ф. Шуберта 1844 года обозначена Мыза Тешкова.
В пояснительном тексте к этнографической карте Санкт-Петербургской губернии П. И. Кёппена 1849 года записана деревня Teskowa (Тешкова) и указано, что есть два Тешкова: одно «русское», населённое ижорой, по состоянию на 1948 год в количестве 90 человек обоего пола (современное Большое Тешково), а также второе, «финское» (современное Малое Тешково), населённое савакотами в количестве — 18 м. п., 26 ж. п., всего 44 человека.

ТЕШКОВО БОЛЬШОЕ — деревня госпожи Александровой, по почтовому тракту, число дворов — 19, число душ — 48 м. п. (1856 год)

Согласно 10-й ревизии 1856 года деревня Тешково принадлежала помещице Марье Егоровне Вейс.

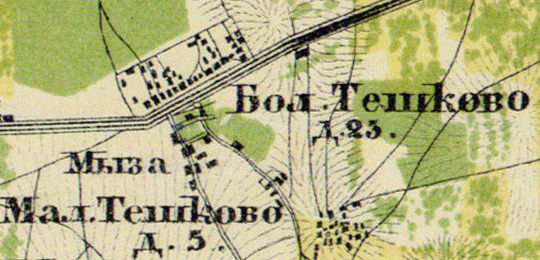
Деревни Большое и Малое Тешково на карте 1860 года

Согласно «Топографической карте частей Санкт-Петербургской и Выборгской губерний» в 1860 году мыза Тешково находилась смежно с деревнями: Большое Тешково из 23 дворов и Малое Тешково из 5 дворов.

ТЕШКОВО БОЛЬШОЕ (ТЕСКОВО) — мыза владельческая при колодцах, число дворов — 20, число жителей: 60 м. п., 52 ж. п. (1862 год)

В 1877 году временнообязанные крестьяне деревни выкупили свои земельные наделы у М. С. Александрович и стали собственниками земли.
Согласно «Карте окрестностей Санкт-Петербурга» в 1885 году деревня называлась Тешкова и состояла из 25 дворов.
В конце XIX века деревня административно относилась к Бегуницкой волости 1-го стана Петергофского уезда Санкт-Петербургской губернии, в начале XX века — 2-го стана.
К 1913 году количество дворов в деревне не изменилось.
С 1917 по 1923 год деревня Большое Тешково входила в состав Больше-Бегуницкого сельсовета Бегуницкой волости Петергофского уезда.
С 1923 года в составе Гатчинского уезда.
Согласно переписи населения СССР 1926 года в деревне Большое Тешково Тешковского сельсовета Бегуницкой волости Троцкого уезда проживали 132 человека, большинство русские, а также эстонцы и финны.
С августа 1927 года в составе Волосовского района.
В 1928 году население деревни Большое Тешково составляло 178 человек.
По данным 1933 года деревня Большое Тешково входила в состав Тешковского сельсовета Волосовского района с центром в посёлке Красная Мыза.
По данным 1936 года в состав Тешковского сельсовета входили 14 населённых пунктов, 422 хозяйства и 6 колхозов, административным центром сельсовета являлась объединённая деревня Тешково.

План деревни Большое Тешково. 1938 год

Согласно топографической карте 1938 года деревня насчитывала 28 дворов. В деревне находились школа, часовня и сельсовет.
Деревня была освобождена от немецко-фашистских оккупантов 27 января 1944 года.
С 1950 года в составе Бегуницкого сельсовета.
С 1963 года в составе Кингисеппского района.
С 1965 года вновь в составе Волосовского района. В 1965 году население деревни Большое Тешково составляло 250 человек.
По данным 1966, 1973 и 1990 годов деревня Большое Тешково также входила в состав Бегуницкого сельсовета.
В 1997 году в деревне проживали 164 человека, в 2002 году — 135 человек (русские — 83 %), в 2007 году — 148.

## География
Деревня расположена в северной части района на автодороге А180 (E 20) (Санкт-Петербург — Ивангород — граница с Эстонией) «Нарва».
Расстояние до административного центра поселения деревни Бегуницы — 5 км.
Расстояние до ближайшей железнодорожной станции Волосово — 28 км.

## Демография
| 1838 | 1848 | 1862 | 1928 | 1965 | 1997 | 2002 |
| ---- | ---- | ---- | ---- | ---- | ---- | ---- |
| 85   | ↗134 | ↘112 | ↗178 | ↗250 | ↘164 | ↘135 |
| 2007 | 2010 | 2017 |      |      |      |      |
| ↗148 | ↗151 | ↘122 |      |      |      |      |

### Национальный состав
Согласно данным Всероссийской переписи населения 2021 года в деревне проживали 113 человек, из них:
 русские — 91, азербайджанцы — 4, армяне — 4, ижорцы — 2, лезгины — 2, таджики — 2, белорусы — 1,  грузины — 1, мордва — 1, другие национальности — 5 человек.

## Улицы
Новая, Новая 1, Полевая.